# Bon Voyage (1944)
Bon Voyage é um  curta-metragem de propaganda em língua francesa de 1944, feito por Alfred Hitchcock para o Ministério da Informação britânico. Embora o filme seja curto (26 minutos), ele utiliza duas interpretações radicalmente diferentes dos mesmos acontecimentos, técnica não muito diferente daquela usada por Akira Kurosawa em Rashomon (1950).
Hitchcock ofereceu seus serviços ao governo britânico depois que seu ex-produtor no Reino Unido, Michael Balcon, fez uma declaração sobre diretores britânicos com excesso de peso que deixaram o país para ir para Hollywood "enquanto nós, que ficamos para trás com falta de mão de obra, tentamos aproveitar os filmes ao nosso grande esforço nacional." Mais tarde, Hitchcock disse para François Truffaut: "Senti necessidade de dar uma pequena contribuição ao esforço de guerra, pois era ao mesmo tempo muito velho e muito gordo para me alistar no exército. Se não tivesse feito nada, mais adiante iria me recriminar. Tinha vontade de ir embora, era importante para mim, e também queria penetrar no clima de guerra."
Hitchcock escalou John Blythe para o papel principal, e os demais membros do elenco vieram dos Molière Players, que escaparam da França após a invasão alemã e cujos nomes não foram revelados para proteger seus parentes ainda na França.
Bon Voyage foi filmado de 20 de janeiro a 25 de fevereiro no Associated British Studios. O salário de Hitchcock era de £ 10 por semana. É incerto se Bon Voyage – que decepcionou o Ministério da Informação como peça de propaganda– chegou a ser exibido na Grã-Bretanha ou na França na época da guerra. Ele e Aventure Malgache foram arquivados pelo Ministério e não foram exibidos novamente até a década de 1990, quando foram restaurados pelo British Film Institute.

## Trama
Um artilheiro escocês da Royal Air Force é interrogado por autoridades francesas sobre sua fuga de um campo de prisioneiros de guerra alemão e, principalmente, sobre um homem que pode ou não ser um agente espião da Gestapo.